# Mistrzostwa Europy w Piłce Ręcznej Kobiet 2020
Mistrzostwa Europy w Piłce Ręcznej Kobiet 2020 – czternaste mistrzostwa Europy w piłce ręcznej kobiet, oficjalny międzynarodowy turniej piłki ręcznej o randze mistrzostw kontynentu organizowany przez EHF, mający na celu wyłonienie najlepszej żeńskiej reprezentacji narodowej w Europie. Odbył się w dniach od 3 do 20 grudnia 2020 roku jedynie w Danii, choć pierwotnie współgospodarzem turnieju miała być Norwegia, która wycofała się z powodu pandemii COVID-19. W turnieju wystąpiło szesnaście zespołów, automatycznie do mistrzostw zakwalifikowały się reprezentacje obu planowych gospodarzy, zaś o pozostałe miejsce toczyły się eliminacje. Turniej służył jako jedna z kwalifikacji do Mistrzostw Świata 2021.
Pod koniec sierpnia 2019 roku ogłoszono, że turniej rozpocznie się dzień wcześniej niż pierwotnie planowano, znajdzie się tym samym dodatkowy dzień wolny w trakcie zawodów, jednocześnie została podjęta decyzja o zwiększeniu liczby miast gospodarzy do pięciu. Harmonogram rozgrywek opublikowano w połowie czerwca 2020 roku. Szesnaście uczestniczących reprezentacji zostało podzielonych na cztery czterozespołowe grupy rywalizujące systemem kołowym, a po trzy najlepsze z każdej z grup awansowały do fazy zasadniczej. W niej, zachowując punkty z pierwszej fazy, walczyły w dwóch sześciozespołowych grupach o dwa czołowe miejsca premiowane awansem do półfinałów, zespoły z miejsc trzecich zmierzyły się zaś w meczu o piąte miejsce.
Sprzedaż biletów została uruchomiona rok przed rozpoczęciem mistrzostw. Oficjalna piosenka zawodów, We’re In This Together, był wykonywana przez Alexandrę Rotan. Podczas zawodów planowano używać inteligentnej piłki, brzęczyków sygnalizujących przerwy dla drużyny, systemów śledzenia zawodników oraz ułatwiających pracę sędziów powtórek wideo i technologii określających, czy bramka została zdobyta.
Także w połowie czerwca 2020 roku ogłoszono zaangażowanie w prace nad rozegraniem mistrzostw przy zachowaniu reżimu sanitarnego oraz zmniejszonej liczbie widzów, to samo stanowisko potwierdzono trzy miesiące później. Jednakże 10 listopada EHF, będąc świadoma trudnych rozmów między norweską federacją a rządem dotyczących reżimu sanitarnego i możliwości rozegrania meczów w tym kraju w sytuacji epidemii, wydała oświadczenie, iż oczekuje rozwiązania tej sytuacji w ciągu tygodnia. Trzy dni później norweska premier, Erna Solberg, zakomunikowała, iż w warunkach panujących w kraju nie widzi możliwości zorganizowania takiej imprezy, zatem norweska federacja oficjalnie poinformowała EHF o rezygnacji z organizacji mistrzostw, jednocześnie zintensyfikowały się rozmowy z duńskim związkiem o przejęciu pozostałych dwóch grup. Pomimo braku wiążącej odpowiedzi od duńskiego rządu organizatorzy nadal pracowali nad możliwością goszczenia całych zawodów w dwóch duńskich miastach, ostatecznie potwierdzenie nastąpiło 23 listopada – na dziesięć dni przed rozpoczęciem zawodów – a Kolding przejęło mecze zaplanowane pierwotnie w Norwegii.
W związku z pandemią COVID-19 wprowadzono regulacje dotyczące testów, kwarantanny, dystansu społecznego, stworzenia bezpiecznej strefy itd.. Przebywały w niej wszystkie zespoły, sędziowie i działacze (około 600 osób); przeprowadzono około 6000 testów, spośród których jedynie trzy wykazały wynik pozytywny. Ogólnie organizacja turnieju w panujących warunkach została uznana za sukces, w tym rozwiązanie systemu pracy dziennikarzy obsługujących zawody. Kulisy organizacji zawodów przedstawił opublikowany przez EHF na YouTube film dokumentalny zatytułowany A Championship like no other.
W gronie przedturniejowych faworytów wymieniano reprezentacje obu gospodarzy oraz Hiszpanię i Holandię. W fazie grupowej odbyło się bez większych niespodzianek. Do półfinałów – zyskując tym samym awans na MŚ 2021 – awansowały prócz dwóch pierwszych także Chorwacja i Francja. Tytuł po raz ósmy (jako jedyna reprezentacja) w historii zdobyła reprezentacja Norwegii, która w finale pokonała obrończynie tytułu, Francuzki 22:20, natomiast w meczu o brązowy medal Chorwatki po zwycięstwie nad reprezentacją Danii 25:19 po raz pierwszy wywalczyły medal na europejskim czempionacie.
Transmisje telewizyjne były dostępne za pośrednictwem kilkudziesięciu stacji z całego świata. Liczba ich godzin wzrosła względem poprzedniego turnieju o szesnaście procent, dużą popularnością cieszyły się także profile, wideo i podcasty w mediach społecznościowych, a także oficjalna gra na urządzenia przenośne.
Po zakończonym turnieju EHF opublikowała statystyki indywidualne i drużynowe, a także jakościowe.

## Wybór organizatora
W czerwcu 2013 roku EHF ustaliła ramy czasowe wyboru organizatora. Wstępne zainteresowanie organizacją mistrzostw w wyznaczonym terminie 4 września 2013 roku wyraziły dwa kraje: Norwegia i Dania. Ostateczny termin składania oficjalnych aplikacji upływał 10 grudnia 2013 roku, zaś decyzja o wyborze miała zostać podjęta na Kongresie EHF w Dublinie we wrześniu 2014 roku. W wyznaczonym przez EHF terminie potwierdzone zostały kandydatury Norwegii oraz wspólna norwesko-duńska, w ciągu miesiąca miały one zostać wstępnie rozpatrzone przez zarząd tej organizacji. Do ostatniego etapu przeszła jedynie kandydatura obu tych państw, która została następnie zaakceptowana.
Kraje te wspólnie gościły już Mistrzostwa Europy w Piłce Ręcznej Kobiet 2010.

## Obiekty
W dokumentach aplikacyjnych organizatorzy wskazali cztery hale, po dwa w obu państwach-gospodarzach, ostatecznie jednak zaplanowano mecze w jeszcze jednej hali w Danii. Na początku września 2020 roku ogłoszono, że wszystkie zaplanowane w Norwegii mecze odbędą się jedynie w Trondheim, natomiast z uwagi na rozszerzanie kwarantanny w Frederikshavn podczas pandemii COVID-19 w Danii na początku listopada z grona gospodarzy skreślono to miasto. 23 listopada po rezygnacji Norwegii do miast-organizatorów mistrzostw dołączyło Kolding.
| TrondheimStavangerOslo      | Oslo              | Stavanger             | Trondheim          |
| --------------------------- | ----------------- | --------------------- | ------------------ |
| TrondheimStavangerOslo      | Telenor Arena     | Stavanger Idrettshall | Trondheim Spektrum |
| TrondheimStavangerOslo      | Pojemność: 12 500 | Pojemność: 8000       | Pojemność: 8900    |
| TrondheimStavangerOslo      |                   |                       |                    |
| HerningFrederikshavnKolding | Herning           | Kolding               | Frederikshavn      |
| HerningFrederikshavnKolding | Jyske Bank Boxen  | Sydbank Arena         | Arena Nord         |
| HerningFrederikshavnKolding | Pojemność: 10 000 | Pojemność: 5000       | Pojemność: 3200    |
| HerningFrederikshavnKolding |                   |                       |                    |

## Eliminacje
Z powodu pandemii COVID-19 zaplanowane na marzec mecze trzeciej i czwartej kolejki zostały początkowo przeniesione na początek czerwca, pozostawiając zaplanowane na koniec maja rozegranie kolejek piątej i szóstej, ostatecznie jednak eliminacje zostały odwołane po rozegraniu dwóch rund drugiej fazy. Do turnieju finałowego awansowały drużyny, które uczestniczyły w Mistrzostwach Europy w Piłce Ręcznej Kobiet 2018 – zbiegiem okoliczności zespoły te znajdowały się na dwóch czołowych miejscach swoich grup eliminacyjnych po dwóch rozegranych rundach.

## Zespoły
| Kraj       | Strefa kwalifikacyjna  | Mistrzostwa 2018 |
| ---------- | ---------------------- | ---------------- |
| Dania      | Gospodarz              | 8. miejsce       |
| Norwegia   | Gospodarz              | 5. miejsce       |
| Francja    | Uczestnictwo w ME 2018 | 1. miejsce       |
| Rosja      | Uczestnictwo w ME 2018 | 2. miejsce       |
| Holandia   | Uczestnictwo w ME 2018 | 3. miejsce       |
| Rumunia    | Uczestnictwo w ME 2018 | 4. miejsce       |
| Szwecja    | Uczestnictwo w ME 2018 | 6. miejsce       |
| Węgry      | Uczestnictwo w ME 2018 | 7. miejsce       |
| Czarnogóra | Uczestnictwo w ME 2018 | 9. miejsce       |
| Niemcy     | Uczestnictwo w ME 2018 | 10. miejsce      |
| Serbia     | Uczestnictwo w ME 2018 | 11. miejsce      |
| Hiszpania  | Uczestnictwo w ME 2018 | 12. miejsce      |
| Słowenia   | Uczestnictwo w ME 2018 | 13. miejsce      |
| Polska     | Uczestnictwo w ME 2018 | 14. miejsce      |
| Czechy     | Uczestnictwo w ME 2018 | 15. miejsce      |
| Chorwacja  | Uczestnictwo w ME 2018 | 16. miejsce      |

## Losowanie grup
Losowanie grup turnieju głównego zostało zaplanowane na 18 czerwca 2020 roku w Wiedniu. Drużyny zostały podzielone na koszyki na podstawie miejsc zajętych w poprzednich mistrzostwach Europy:
- koszyk 1: miejsca 1–4 ME 2018
- koszyk 2: miejsca 5–8 ME 2018
- koszyk 3: miejsca 9–12 ME 2018
- koszyk 4: miejsca 13–16 ME 2018.

| Koszyk 1 |
| -------- |
| Francja  |
| Rosja    |
| Holandia |
| Rumunia  |

| Koszyk 2 |
| -------- |
| Norwegia |
| Szwecja  |
| Węgry    |
| Dania    |

| Koszyk 3   |
| ---------- |
| Czarnogóra |
| Niemcy     |
| Serbia     |
| Hiszpania  |

| Koszyk 4  |
| --------- |
| Słowenia  |
| Polska    |
| Czechy    |
| Chorwacja |

Losowanie było transmitowane w Internecie. W czterech grupach rozstawione zostały cztery drużyny i do nich zostały dolosowane zostały pozostałe drużyny z poszczególnych koszyków.
| Grupa A    |
| Herning    |
| ---------- |
| Francja    |
| Dania      |
| Czarnogóra |
| Słowenia   |

| Grupa B       |
| Frederikshavn |
| ------------- |
| Rosja         |
| Szwecja       |
| Hiszpania     |
| Czechy        |

| Grupa C   |
| Trondheim |
| --------- |
| Holandia  |
| Węgry     |
| Serbia    |
| Chorwacja |

| Grupa D   |
| Trondheim |
| --------- |
| Rumunia   |
| Norwegia  |
| Niemcy    |
| Polska    |

## Sędziowie
Na początku października 2020 roku EHF ogłosiła listę dziesięciu par sędziowskich nominowanych do prowadzenia rozgrywek mistrzostw – po raz pierwszy w ich historii obsada sędziowska składała się z samych kobiet. Przed fazą zasadniczą dołączyły do nich także pary polska i litewska.
- Ana Vranes i Marlis Wenninger
- Vesna Balvan i Tatjana Praštalo
- Karina Christiansen i Line Hesseldal Hansen
- Charlotte Bonaventura i Julie Bonaventura
- Ioanna Christidi i Ioanna Papamattheou
- Viktorija Kijauskatiė i Aušra Žalienė
- Jelena Mitrovic i Andjelina Kazanegra
- Małgorzata Lidacka i Urszula Lesiak
- Vania Sá i Marta Sá
- Cristina Năstase i Simona Raluca Stancu
- Wiktorija Ałpaidze i Tatjana Bieriezkina
- Vanja Antić i Jelena Jakovljević

## Składy
Szerokie składy liczące maksymalnie trzydzieści pięć zawodniczek zgodnie z zasadami ustalonymi przez EHF zostały ogłoszone 23 października 2020 roku. Na dzień przed rozpoczęciem zawodów reprezentacje ogłoszą oficjalne szesnastoosobowe składy, z którego w trakcie turnieju mogą wymienić maksymalnie sześć zawodniczek – maksymalnie po dwie w każdej fazie (z możliwością powrotu wcześniej zastąpionej zawodniczki). Z uwagi na pandemię COVID-19 limit ten nie będzie obowiązywał przy potwierdzonych przypadkach zachorowań.

## Faza wstępna

### Grupa A
| 4 grudnia 202018:15 | Francja              | 24:23(11:12) | Czarnogóra                             | Jyske Bank Boxen, Herning Sędzia: Vânia Sá, Marta Sá |
| 4 grudnia 202018:15 | trzy zawodniczki (3) | 24:23(11:12) | Jovanka Radičević 5 Majda Mehmedović 5 | Jyske Bank Boxen, Herning Sędzia: Vânia Sá, Marta Sá |
| 4 grudnia 202018:15 | 1× · 1×              | 24:23(11:12) | 6×                                     | Jyske Bank Boxen, Herning Sędzia: Vânia Sá, Marta Sá |

| 4 grudnia 202020:30 | Dania                              | 30:23(14:12) | Słowenia                       | Jyske Bank Boxen, Herning Sędzia: Jelena Jakovljević, Vanja Antić |
| 4 grudnia 202020:30 | Kathrine Heindahl 2 Lærke Nolsøe 6 | 30:23(14:12) | Barbara Lazović 5 Nina Zulić 2 | Jyske Bank Boxen, Herning Sędzia: Jelena Jakovljević, Vanja Antić |
| 4 grudnia 202020:30 | 5× · 1×                            | 30:23(14:12) | 5× · 2×                        | Jyske Bank Boxen, Herning Sędzia: Jelena Jakovljević, Vanja Antić |

| 6 grudnia 202018:15 | Słowenia                | 17:27(6:12) | Francja                                                   | Jyske Bank Boxen, Herning Sędzia: Ioanna Chiristidi, Ioanna Papamattheou |
| 6 grudnia 202018:15 | Ana Gros 4 Nina Zulić 2 | 17:27(6:12) | Alexandra Lacrabère 7 Chloé Bouquet 1 Estelle Nze Minko 7 | Jyske Bank Boxen, Herning Sędzia: Ioanna Chiristidi, Ioanna Papamattheou |
| 6 grudnia 202018:15 | 5× · 1×                 | 17:27(6:12) | 8×                                                        | Jyske Bank Boxen, Herning Sędzia: Ioanna Chiristidi, Ioanna Papamattheou |

| 6 grudnia 202020:30 | Czarnogóra      | 19:28(11:13) | Dania                    | Jyske Bank Boxen, Herning Sędzia: Cristina Năstase, Simona Stancu |
| 6 grudnia 202020:30 | Ema Ramusović 4 | 19:28(11:13) | Lærke Nolsøe 4 Mia Rej 4 | Jyske Bank Boxen, Herning Sędzia: Cristina Năstase, Simona Stancu |
| 6 grudnia 202020:30 | 1× · 1×         | 19:28(11:13) | 2×                       | Jyske Bank Boxen, Herning Sędzia: Cristina Năstase, Simona Stancu |

| 8 grudnia 202018:15 | Czarnogóra                              | 26:25(15:9) | Słowenia                    | Jyske Bank Boxen, Herning Sędzia: Vânia Sá, Marta Sá |
| 8 grudnia 202018:15 | Jovanka Radičević 9 Jelena Despotović 6 | 26:25(15:9) | Nataša Ljepoja 2 Ana Gros 7 | Jyske Bank Boxen, Herning Sędzia: Vânia Sá, Marta Sá |
| 8 grudnia 202018:15 | 2× · 2×                                 | 26:25(15:9) | 2×                          | Jyske Bank Boxen, Herning Sędzia: Vânia Sá, Marta Sá |

| 8 grudnia 202020:30 | Francja                      | 23:20(12:11) | Dania                      | Jyske Bank Boxen, Herning Sędzia: Cristina Năstase, Simona Stancu |
| 8 grudnia 202020:30 | Orlane Kanor 5 Grâce Zaadi 5 | 23:20(12:11) | Mia Rej 4 Mette Tranborg 3 | Jyske Bank Boxen, Herning Sędzia: Cristina Năstase, Simona Stancu |
| 8 grudnia 202020:30 | 4× · 1×                      | 23:20(12:11) | 2× · 1×                    | Jyske Bank Boxen, Herning Sędzia: Cristina Năstase, Simona Stancu |

### Grupa B
| 3 grudnia 202018:15 | Rosja                                                                                      | 31:22(13:11) | Hiszpania                                         | Jyske Bank Boxen, Herning Sędzia: Cristina Năstase, Simona Raluca Stancu |
| 3 grudnia 202018:15 | Władlena Bobrownikowa 4 Darja Dmitrijewa 4 Kristina Kożokarʹ 4 Antonina Skorobogatczenko 4 | 31:22(13:11) | 4 Jennifer Gutiérrez 4 Carmen Martín 4 Nerea Pena | Jyske Bank Boxen, Herning Sędzia: Cristina Năstase, Simona Raluca Stancu |
| 3 grudnia 202018:15 | 3× · 2×                                                                                    | 31:22(13:11) | 6× · 1×                                           | Jyske Bank Boxen, Herning Sędzia: Cristina Năstase, Simona Raluca Stancu |

| 3 grudnia 202020:30 | Szwecja                        | 27:23(13:13) | Czechy                              | Jyske Bank Boxen, Herning Sędzia: Vanja Antić, Jelena Jakovljević |
| 3 grudnia 202020:30 | Linn Blohm 5 Nathalie Hagman 4 | 27:23(13:13) | Markéta Jeřábková 8 Veronika Malá 4 | Jyske Bank Boxen, Herning Sędzia: Vanja Antić, Jelena Jakovljević |
| 3 grudnia 202020:30 | 7× · 1×                        | 27:23(13:13) | 4×                                  | Jyske Bank Boxen, Herning Sędzia: Vanja Antić, Jelena Jakovljević |

| 5 grudnia 202018:15 | Czechy                                | 22:24(13:15) | Rosja                                           | Jyske Bank Boxen, Herning Sędzia: Vânia Sá, Marta Sá |
| 5 grudnia 202018:15 | Šárka Marčíková 2 Markéta Jeřábková 6 | 22:24(13:15) | Ksenija Makiejewa 2 Antonina Skorobogatczenko 2 | Jyske Bank Boxen, Herning Sędzia: Vânia Sá, Marta Sá |
| 5 grudnia 202018:15 | 3× · 2×                               | 22:24(13:15) | 3× · 1×                                         | Jyske Bank Boxen, Herning Sędzia: Vânia Sá, Marta Sá |

| 5 grudnia 202020:30 | Hiszpania                      | 23:23(13:10) | Szwecja                            | Jyske Bank Boxen, Herning Sędzia: Cristina Năstase, Simona Stancu |
| 5 grudnia 202020:30 | Nerea Pena 6 Lysa Tchaptchet 2 | 23:23(13:10) | Carin Strömberg 2 Melissa Petrén 8 | Jyske Bank Boxen, Herning Sędzia: Cristina Năstase, Simona Stancu |
| 5 grudnia 202020:30 | 4× · 2× · 1×                   | 23:23(13:10) | 5× · 1×                            | Jyske Bank Boxen, Herning Sędzia: Cristina Năstase, Simona Stancu |

| 7 grudnia 202018:15 | Hiszpania                     | 27:24(11:16) | Czechy                              | Jyske Bank Boxen, Herning Sędzia: Vanja Antić, Jelena Jakovljević |
| 7 grudnia 202018:15 | Nerea Pena 4 Carmen Martín 12 | 27:24(11:16) | Veronika Malá 4 Markéta Jeřábková 8 | Jyske Bank Boxen, Herning Sędzia: Vanja Antić, Jelena Jakovljević |
| 7 grudnia 202018:15 | 4× · 1×                       | 27:24(11:16) | 3× · 2×                             | Jyske Bank Boxen, Herning Sędzia: Vanja Antić, Jelena Jakovljević |

| 7 grudnia 202020:30 | Rosja                                  | 30:26(15:13) | Szwecja                                    | Jyske Bank Boxen, Herning Sędzia: Ioanna Christidi, Ioanna Papamatteou |
| 7 grudnia 202020:30 | Darja Dmitrijewa 6 Julija Manaharowa 4 | 30:26(15:13) | Melissa Petrén 2 Kristin Thorleifsdóttir 6 | Jyske Bank Boxen, Herning Sędzia: Ioanna Christidi, Ioanna Papamatteou |
| 7 grudnia 202020:30 | 4×                                     | 30:26(15:13) | 1× · 4×                                    | Jyske Bank Boxen, Herning Sędzia: Ioanna Christidi, Ioanna Papamatteou |

### Grupa C
| 4 grudnia 202018:15 | Węgry                           | 22:24(12:12) | Chorwacja                          | Sydbank Arena, Kolding Sędzia: Jelena Mitrović, Anđelina Kažanegra |
| 4 grudnia 202018:15 | Katrin Klujber 9 Petra Tóvizi 1 | 22:24(12:12) | Stela Posavec 2 Ćamila Mičijević 4 | Sydbank Arena, Kolding Sędzia: Jelena Mitrović, Anđelina Kažanegra |
| 4 grudnia 202018:15 | 6× · 1×                         | 22:24(12:12) | 3×                                 | Sydbank Arena, Kolding Sędzia: Jelena Mitrović, Anđelina Kažanegra |

| 5 grudnia 202020:30 | Holandia         | 25:29(15:9) | Serbia                   | Sydbank Arena, Kolding Sędzia: Viktoria Alpaidze, Tatyana Berezkina |
| 5 grudnia 202020:30 | Danick Snelder 5 | 25:29(15:9) | Katarina Krpež Šlezak 10 | Sydbank Arena, Kolding Sędzia: Viktoria Alpaidze, Tatyana Berezkina |
| 5 grudnia 202020:30 | 4× · 1×          | 25:29(15:9) | 4× · 3×                  | Sydbank Arena, Kolding Sędzia: Viktoria Alpaidze, Tatyana Berezkina |

| 6 grudnia 202016:00 | Serbia               | 26:38(11:20) | Węgry                                        | Sydbank Arena, Kolding Sędzia: Charlotte Bonaventura, Julie Bonaventura |
| 6 grudnia 202016:00 | Sanja Radosvljević 5 | 26:38(11:20) | Viktória Lukács 6 Szandra Szöllősi-Zácsik 10 | Sydbank Arena, Kolding Sędzia: Charlotte Bonaventura, Julie Bonaventura |
| 6 grudnia 202016:00 | 3×                   | 26:38(11:20) | 1×                                           | Sydbank Arena, Kolding Sędzia: Charlotte Bonaventura, Julie Bonaventura |

| 6 grudnia 202018:15 | Chorwacja                      | 27:25(13:14) | Holandia                      | Sydbank Arena, Kolding Sędzia: Karina Christiansen, Line Hansen |
| 6 grudnia 202018:15 | Larissa Kalaus 9 Dora Krsnik 4 | 27:25(13:14) | Lois Abbingh 5 Kelly Dulfer 5 | Sydbank Arena, Kolding Sędzia: Karina Christiansen, Line Hansen |
| 6 grudnia 202018:15 | 4× · 1×                        | 27:25(13:14) | 4× · 3×                       | Sydbank Arena, Kolding Sędzia: Karina Christiansen, Line Hansen |

| 8 grudnia 202018:15 | Serbia                                      | 24:25(14:14) | Chorwacja     | Sydbank Arena, Kolding Sędzia: Karina Christiansen, Line Hansen |
| 8 grudnia 202018:15 | Slađana Pop-Lazić 3 Katarina Krpež Šlezak 5 | 24:25(14:14) | Dora Krsnik 6 | Sydbank Arena, Kolding Sędzia: Karina Christiansen, Line Hansen |
| 8 grudnia 202018:15 | 3× · 1×                                     | 24:25(14:14) | 4× · 2× · 2×  | Sydbank Arena, Kolding Sędzia: Karina Christiansen, Line Hansen |

| 8 grudnia 202020:30 | Holandia                         | 28:24(13:15) | Węgry            | Sydbank Arena, Kolding Sędzia: Charlotte Bonaventura, Juile Bonaventura |
| 8 grudnia 202020:30 | Kelly Dulfer 8 Bo van Wetering 2 | 28:24(13:15) | Fanny Helembai 2 | Sydbank Arena, Kolding Sędzia: Charlotte Bonaventura, Juile Bonaventura |
| 8 grudnia 202020:30 | 2× · 1×                          | 28:24(13:15) | 1× · 1×          | Sydbank Arena, Kolding Sędzia: Charlotte Bonaventura, Juile Bonaventura |

### Grupa D
| 3 grudnia 202018:00 | Rumunia          | 19:22(10:13) | Niemcy                                            | Sydbank Arena, Kolding Sędzia: Charlotte Bonaventura, Julie Bonaventura |
| 3 grudnia 202018:00 | Cristina Neagu 4 | 19:22(10:13) | 4 Emily Bölk 4 Julia Maidhof 4 Kim Naidzinavicius | Sydbank Arena, Kolding Sędzia: Charlotte Bonaventura, Julie Bonaventura |
| 3 grudnia 202018:00 | 6× · 1×          | 19:22(10:13) | 2× · 1×                                           | Sydbank Arena, Kolding Sędzia: Charlotte Bonaventura, Julie Bonaventura |

| 3 grudnia 202020:30 | Norwegia                         | 35:22(17:13) | Polska       | Sydbank Arena, Kolding Sędzia: Ioanna Christidi, Ioanna Papamattheou |
| 3 grudnia 202020:30 | Henny Ella Reistad 6 Nora Mørk 6 | 35:22(17:13) | 6 Marta Gęga | Sydbank Arena, Kolding Sędzia: Ioanna Christidi, Ioanna Papamattheou |
| 3 grudnia 202020:30 | 6×                               | 35:22(17:13) | 6× · 3×      | Sydbank Arena, Kolding Sędzia: Ioanna Christidi, Ioanna Papamattheou |

| 5 grudnia 202016:00 | Polska                                 | 24:28(15:11) | Rumunia                           | Sydbank Arena, Kolding Sędzia: Karian Christiansen, Line Hansen |
| 5 grudnia 202016:00 | Aleksandra Rosiak 7 Joanna Szarawaga 2 | 24:28(15:11) | Cristina Laslo 6 Cristina Neagu 8 | Sydbank Arena, Kolding Sędzia: Karian Christiansen, Line Hansen |
| 5 grudnia 202016:00 | 3× · 1×                                | 24:28(15:11) | 2×                                | Sydbank Arena, Kolding Sędzia: Karian Christiansen, Line Hansen |

| 5 grudnia 202018:15 | Niemcy                     | 23:42(14:22) | Norwegia                      | Sydbank Arena, Kolding Sędzia: Jelena Mitrović, Anđelina Kažanegrga |
| 5 grudnia 202018:15 | Emily Bölk 4 Xenia Smits 4 | 23:42(14:22) | Nora Mørk 12 Stine Skogrand 1 | Sydbank Arena, Kolding Sędzia: Jelena Mitrović, Anđelina Kažanegrga |
| 5 grudnia 202018:15 | 5×                         | 23:42(14:22) | 3× · 1×                       | Sydbank Arena, Kolding Sędzia: Jelena Mitrović, Anđelina Kažanegrga |

| 7 grudnia 202018:15 | Niemcy                         | 21:21(9:8) | Polska                              | Sydbank Arena, Kolding Sędzia: Viktoria Alapzaide, Tatyana Berezkina |
| 7 grudnia 202018:15 | Luisa Schulze 3 Marlene Zapf 4 | 21:21(9:8) | Aleksandra Rosiak 4 Natalia Nosek 3 | Sydbank Arena, Kolding Sędzia: Viktoria Alapzaide, Tatyana Berezkina |
| 7 grudnia 202018:15 | 6× · 1×                        | 21:21(9:8) | 3× · 1×                             | Sydbank Arena, Kolding Sędzia: Viktoria Alapzaide, Tatyana Berezkina |

| 7 grudnia 202020:30 | Rumunia                      | 20:28(13:13) | Norwegia         | Sydbank Arena, Kolding Sędzia: Jelena Mitrović, Anđelina Kažanegra |
| 7 grudnia 202020:30 | Lorena Ostase 6 Laura Popa 3 | 20:28(13:13) | Camilla Herrem 6 | Sydbank Arena, Kolding Sędzia: Jelena Mitrović, Anđelina Kažanegra |
| 7 grudnia 202020:30 | 3×                           | 20:28(13:13) | 2×               | Sydbank Arena, Kolding Sędzia: Jelena Mitrović, Anđelina Kažanegra |

## Faza zasadnicza

### Grupa I
| 10 grudnia 202018:15 | Czarnogóra                          | 23:24(13:13) | Rosja               | Jyske Bank Boxen, Herning Sędzia: Vanja Antić, Jelena Jakovljević |
| 10 grudnia 202018:15 | Ema Ramusović 3 Jelena Despotović 7 | 23:24(13:13) | Kristina Kozhokar 3 | Jyske Bank Boxen, Herning Sędzia: Vanja Antić, Jelena Jakovljević |
| 10 grudnia 202018:15 | 3× · 1×                             | 23:24(13:13) | 3× · 1×             | Jyske Bank Boxen, Herning Sędzia: Vanja Antić, Jelena Jakovljević |

| 10 grudnia 202020:30 | Francja                               | 26:25(16:10) | Hiszpania          | Jyske Bank Boxen, Herning Sędzia: Małgorzata Lidacka, Urszula Lesiak |
| 10 grudnia 202020:30 | Laura Flippes 1 Alexandra Lacrabère 5 | 26:25(16:10) | Ainhoa Hernández 1 | Jyske Bank Boxen, Herning Sędzia: Małgorzata Lidacka, Urszula Lesiak |
| 10 grudnia 202020:30 | 3× · 1×                               | 26:25(16:10) | 3× · 1×            | Jyske Bank Boxen, Herning Sędzia: Małgorzata Lidacka, Urszula Lesiak |

| 11 grudnia 202018:15 | Francja                 | 28:28(16:19) | Rosja                       | Jyske Bank Boxen, Herning Sędzia: Vânia Sá, Marta Sá |
| 11 grudnia 202018:15 | Océane Sercien-Ugolin 5 | 28:28(16:19) | Antonina Skorobogatczenko 5 | Jyske Bank Boxen, Herning Sędzia: Vânia Sá, Marta Sá |
| 11 grudnia 202018:15 | 5× · 2×                 | 28:28(16:19) | 4× · 3×                     | Jyske Bank Boxen, Herning Sędzia: Vânia Sá, Marta Sá |

| 11 grudnia 202020:30 | Dania            | 24:22(13:12) | Szwecja                   | Jyske Bank Boxen, Herning Sędzia: Viktorija Kijauskatiė, Aušra Žalienė |
| 11 grudnia 202020:30 | Mette Tranborg 6 | 24:22(13:12) | Kristin Thorleifsdóttir 4 | Jyske Bank Boxen, Herning Sędzia: Viktorija Kijauskatiė, Aušra Žalienė |
| 11 grudnia 202020:30 | 5× · 5×          | 24:22(13:12) | 1× · 1×                   | Jyske Bank Boxen, Herning Sędzia: Viktorija Kijauskatiė, Aušra Žalienė |

| 13 grudnia 202018:15 | Czarnogóra           | 31:25(16:10) | Szwecja      | Jyske Bank Boxen, Herning Sędzia: Małgorzata Lidacka, Urszula Leisak |
| 13 grudnia 202018:15 | Jovanka Radičević 11 | 31:25(16:10) | Linn Blohm 8 | Jyske Bank Boxen, Herning Sędzia: Małgorzata Lidacka, Urszula Leisak |
| 13 grudnia 202018:15 | 3× · 2×              | 31:25(16:10) | 3×           | Jyske Bank Boxen, Herning Sędzia: Małgorzata Lidacka, Urszula Leisak |

| 13 grudnia 202020:30 | Dania     | 34:24(17:10) | Hiszpania          | Jyske Bank Boxen, Herning Sędzia: Cristina Năstase, Simona Stancu |
| 13 grudnia 202020:30 | Mia Rej 6 | 34:24(17:10) | Alicia Fernández 4 | Jyske Bank Boxen, Herning Sędzia: Cristina Năstase, Simona Stancu |
| 13 grudnia 202020:30 | 2×        | 34:24(17:10) | 2×                 | Jyske Bank Boxen, Herning Sędzia: Cristina Năstase, Simona Stancu |

| 15 grudnia 202016:00 | Czarnogóra          | 26:26(11:17) | Hiszpania    | Jyske Bank Boxen, Herning Sędzia: Viktorija Kijauskaitė, Aušra Žalienė |
| 15 grudnia 202016:00 | Jovanka Radičević 7 | 26:26(11:17) | Nerea Pena 6 | Jyske Bank Boxen, Herning Sędzia: Viktorija Kijauskaitė, Aušra Žalienė |
| 15 grudnia 202016:00 | 2× · 1×             | 26:26(11:17) | 3× · 1×      | Jyske Bank Boxen, Herning Sędzia: Viktorija Kijauskaitė, Aušra Žalienė |

| 15 grudnia 202018:15 | Francja             | 31:25(14:14) | Szwecja            | Jyske Bank Boxen, Herning Sędzia: Vanja Antić, Jelena Jakovljević |
| 15 grudnia 202018:15 | Estelle Nze Minko 6 | 31:25(14:14) | Isabelle Gulldén 5 | Jyske Bank Boxen, Herning Sędzia: Vanja Antić, Jelena Jakovljević |
| 15 grudnia 202018:15 | 1× · 1×             | 31:25(14:14) | 1× · 2×            | Jyske Bank Boxen, Herning Sędzia: Vanja Antić, Jelena Jakovljević |

| 15 grudnia 202020:30 | Dania         | 30:23(13:9) | Rosja              | Jyske Bank Boxen, Herning Sędzia: Jelena Mitrović, Anđelina Kažanegra |
| 15 grudnia 202020:30 | Mie Højlund 7 | 30:23(13:9) | Darja Dmitrijewa 9 | Jyske Bank Boxen, Herning Sędzia: Jelena Mitrović, Anđelina Kažanegra |
| 15 grudnia 202020:30 | 2×            | 30:23(13:9) | 4×                 | Jyske Bank Boxen, Herning Sędzia: Jelena Mitrović, Anđelina Kažanegra |

### Grupa II
| 10 grudnia 202018:15 | Chorwacja                             | 25:20(14:10) | Rumunia          | Trondheim Spektrum, Trondheim Sędzia: Viktoria Alapzaide, Tatyana Berezkina |
| 10 grudnia 202018:15 | Valentina Blažević 7 Katarina Ježić 4 | 25:20(14:10) | Cristina Neagu 6 | Trondheim Spektrum, Trondheim Sędzia: Viktoria Alapzaide, Tatyana Berezkina |
| 10 grudnia 202018:15 | 4× · 1×                               | 25:20(14:10) | 2× · 1×          | Trondheim Spektrum, Trondheim Sędzia: Viktoria Alapzaide, Tatyana Berezkina |

| 10 grudnia 202020:30 | Holandia           | 25:32(10:16) | Norwegia                           | Trondheim Spektrum, Trondheim Sędzia: Ioanna Christidi, Ioanna Papamattheou |
| 10 grudnia 202020:30 | Angela Malestein 5 | 25:32(10:16) | Nora Mørk 8 Veronica Kristainsen 1 | Trondheim Spektrum, Trondheim Sędzia: Ioanna Christidi, Ioanna Papamattheou |
| 10 grudnia 202020:30 | 5× · 4×            | 25:32(10:16) | 2× · 1×                            | Trondheim Spektrum, Trondheim Sędzia: Ioanna Christidi, Ioanna Papamattheou |

| 12 grudnia 202018:15 | Węgry            | 25:32(11:13) | Niemcy       | Trondheim Spektrum, Trondheim Sędzia: Karina Christiansen, Line Hansen |
| 12 grudnia 202018:15 | Katrin Klujber 8 | 25:32(11:13) | Emily Bölk 5 | Trondheim Spektrum, Trondheim Sędzia: Karina Christiansen, Line Hansen |
| 12 grudnia 202018:15 | 1× · 1×          | 25:32(11:13) | 3×           | Trondheim Spektrum, Trondheim Sędzia: Karina Christiansen, Line Hansen |

| 12 grudnia 202020:30 | Chorwacja          | 25:36(14:15) | Norwegia        | Trondheim Spektrum, Trondheim Sędzia: Charlotte Bonventura, Julie Bonventura |
| 12 grudnia 202020:30 | Ćamila Mičijević 7 | 25:36(14:15) | Henny Reistad 7 | Trondheim Spektrum, Trondheim Sędzia: Charlotte Bonventura, Julie Bonventura |
| 12 grudnia 202020:30 | 5× · 1×            | 25:36(14:15) |                 | Trondheim Spektrum, Trondheim Sędzia: Charlotte Bonventura, Julie Bonventura |

| 14 grudnia 202018:15 | Holandia       | 28:27(14:15) | Niemcy                              | Trondheim Spektrum, Trondheim Sędzia: Viktoria Alpaidze, Tatyana Berezkina |
| 14 grudnia 202018:15 | Lois Abbingh 8 | 28:27(14:15) | Juila Behnke 4 Kim Naidzinavicius 4 | Trondheim Spektrum, Trondheim Sędzia: Viktoria Alpaidze, Tatyana Berezkina |
| 14 grudnia 202018:15 | 1×             | 28:27(14:15) | 6× · 1×                             | Trondheim Spektrum, Trondheim Sędzia: Viktoria Alpaidze, Tatyana Berezkina |

| 14 grudnia 202020:30 | Węgry            | 26:24(13:14) | Rumunia         | Trondheim Spektrum, Trondheim Sędzia: Jelena Mitrović, Anđelina Kažanegra |
| 14 grudnia 202020:30 | Nadine Schatzl 7 | 26:24(13:14) | Lorena Ostase 8 | Trondheim Spektrum, Trondheim Sędzia: Jelena Mitrović, Anđelina Kažanegra |
| 14 grudnia 202020:30 | 2× · 1×          | 26:24(13:14) | 3×              | Trondheim Spektrum, Trondheim Sędzia: Jelena Mitrović, Anđelina Kažanegra |

| 15 grudnia 202016:00 | Holandia          | 35:24(16:12) | Rumunia          | Trondheim Spektrum, Trondheim Sędzia: Vânia Sá, Marta Sá |
| 15 grudnia 202016:00 | Bo van Wetering 8 | 35:24(16:12) | Cristina Laslo 7 | Trondheim Spektrum, Trondheim Sędzia: Vânia Sá, Marta Sá |
| 15 grudnia 202016:00 | 3× · 1×           | 35:24(16:12) | 1× · 2×          | Trondheim Spektrum, Trondheim Sędzia: Vânia Sá, Marta Sá |

| 15 grudnia 202018:15 | Chorwacja     | 23:20(12:12) | Niemcy          | Trondheim Spektrum, Trondheim Sędzia: Karina Christiansen , Line Hansen |
| 15 grudnia 202018:15 | Ana Debelić 6 | 23:20(12:12) | Julia Maidhof 9 | Trondheim Spektrum, Trondheim Sędzia: Karina Christiansen , Line Hansen |
| 15 grudnia 202018:15 | 5× · 1×       | 23:20(12:12) | 5× · 1×         | Trondheim Spektrum, Trondheim Sędzia: Karina Christiansen , Line Hansen |

| 15 grudnia 202020:30 | Węgry             | 21:32(9:17) | Norwegia    | Trondheim Spektrum, Trondheim Sędzia: Ioanna Christidi, Ioanna Papamattheou |
| 15 grudnia 202020:30 | Anikó Kovacsics 7 | 21:32(9:17) | Nora Mørk 7 | Trondheim Spektrum, Trondheim Sędzia: Ioanna Christidi, Ioanna Papamattheou |
| 15 grudnia 202020:30 | 3×                | 21:32(9:17) | 1×          | Trondheim Spektrum, Trondheim Sędzia: Ioanna Christidi, Ioanna Papamattheou |

## Faza finałowa

### Mecz o 5. miejsce
| 18 grudnia 202015:30 | Rosja                | 33:27(18:13) | Holandia        | Jyske Bank Boxen, Herning Sędzia: Vânia Sá, Marta Sá |
| 18 grudnia 202015:30 | Polina Wiediochina 6 | 33:27(18:13) | 10 Lois Abbingh | Jyske Bank Boxen, Herning Sędzia: Vânia Sá, Marta Sá |
| 18 grudnia 202015:30 | 3× · 2×              | 33:27(18:13) | 3× · 2×         | Jyske Bank Boxen, Herning Sędzia: Vânia Sá, Marta Sá |

### Mecze o miejsca 1–4
|  |            |           |           |                   |    |         |         |       |
|  | Półfinały  | Półfinały | Półfinały |                   |    | Finał   | Finał   | Finał |
|  | Półfinały  | Półfinały | Półfinały |                   |    | Finał   | Finał   | Finał |
|  | 18 grudnia |           |           |                   |    |         |         |       |
|  |            |           |           |                   |    |         |         |       |
|  | Francja    | Francja   | 30        |                   |    |         |         |       |
|  | Francja    | Francja   | 30        | 20 grudnia        |    |         |         |       |
|  | Chorwacja  | Chorwacja | 19        |                   |    |         |         |       |
|  | Chorwacja  | Chorwacja | 19        |                   |    | Francja | Francja | 20    |
|  | 18 grudnia |           |           |                   |    | Francja | Francja | 20    |
|  |            |           | Norwegia  | Norwegia          | 22 |         |         |       |
|  | Norwegia   | Norwegia  | Norwegia  | Norwegia          | 22 | 27      |         |       |
|  | Norwegia   | Norwegia  |           |                   |    |         |         |       |
|  | Dania      | Dania     | 24        |                   |    |         |         |       |
|  | Dania      | Dania     | 24        | Mecz o 3. miejsce |    |         |         |       |
|  |            |           |           |                   |    |         |         |       |
|  | 20 grudnia |           |           |                   |    |         |         |       |
|  |            |           |           |                   |    |         |         |       |
|  | Chorwacja  | Chorwacja | 25        |                   |    |         |         |       |
|  | Chorwacja  | Chorwacja | 25        |                   |    |         |         |       |
|  | Dania      | Dania     | 19        |                   |    |         |         |       |
|  | Dania      | Dania     | 19        |                   |    |         |         |       |

| 18 grudnia 202018:00 | Francja              | 30:19(15:5) | Chorwacja              | Jyske Bank Boxen, Herning Sędzia: Karina Christiansen, Line Hansen |
| 18 grudnia 202018:00 | trzy zawodniczki (3) | 30:19(15:5) | cztery zawodniczki (4) | Jyske Bank Boxen, Herning Sędzia: Karina Christiansen, Line Hansen |
| 18 grudnia 202018:00 | 1×                   | 30:19(15:5) | 2× · 1×                | Jyske Bank Boxen, Herning Sędzia: Karina Christiansen, Line Hansen |

| 18 grudnia 202020:30 | Norwegia    | 27:24(10:13) | Dania     | Jyske Bank Boxen, Herning Sędzia: Cristina Năstase, Simona Stancu |
| 18 grudnia 202020:30 | Nora Mørk 6 | 27:24(10:13) | 7 Mia Rej | Jyske Bank Boxen, Herning Sędzia: Cristina Năstase, Simona Stancu |
| 18 grudnia 202020:30 | 1× · 1×     | 27:24(10:13) | 3× · 2×   | Jyske Bank Boxen, Herning Sędzia: Cristina Năstase, Simona Stancu |

| 20 grudnia 202015:30 | Chorwacja                        | 25:19(11:11) | Dania                                | Jyske Bank Boxen, Herning Sędzia: Jelena Mitrović, Anđelina Kažanegra |
| 20 grudnia 202015:30 | Katarina Ježić 5 Stela Posavec 5 | 25:19(11:11) | Anne Mette Hansen 4 Mette Tranborg 4 | Jyske Bank Boxen, Herning Sędzia: Jelena Mitrović, Anđelina Kažanegra |
| 20 grudnia 202015:30 | 1× · 1×                          | 25:19(11:11) | 2× · 1×                              | Jyske Bank Boxen, Herning Sędzia: Jelena Mitrović, Anđelina Kažanegra |

| 20 grudnia 202018:00 | Francja          | 20:22(10:14) | Norwegia             | Jyske Bank Boxen, Herning Sędzia: Wiktorija Ałpaidze, Tatjana Bieriezkina |
| 20 grudnia 202018:00 | Pauletta Foppa 5 | 20:22(10:14) | trzy zawodniczki (4) | Jyske Bank Boxen, Herning Sędzia: Wiktorija Ałpaidze, Tatjana Bieriezkina |
| 20 grudnia 202018:00 | 3× · 1×          | 20:22(10:14) | 3×                   | Jyske Bank Boxen, Herning Sędzia: Wiktorija Ałpaidze, Tatjana Bieriezkina |

## Klasyfikacja końcowa
| Miejsce | Reprezentacja | Uwagi          |
| ------- | ------------- | -------------- |
| złoto   | Norwegia      | awans: MŚ 2021 |
| srebro  | Francja       | awans: MŚ 2021 |
| brąz    | Chorwacja     | awans: MŚ 2021 |
| 4.      | Dania         | awans: MS 2021 |
| 5.      | Rosja         | -              |
| 6.      | Holandia      | -              |
| 7.      | Niemcy        | -              |
| 8.      | Czarnogóra    | -              |
| 9.      | Hiszpania     | -              |
| 10.     | Węgry         | -              |
| 11.     | Szwecja       | -              |
| 12.     | Rumunia       | -              |
| 13.     | Serbia        | -              |
| 14.     | Polska        | -              |
| 15.     | Czechy        | -              |
| 16.     | Słowenia      | -              |

## Nagrody indywidualne
Wybór w 40% zależał od oceny internautów, zaś w 60% od oceny ekspertów, a nagrody indywidualne otrzymały:
| Najlepsza bramkarka | Najlepsza lewoskrzydłowa | Najlepsza lewa rozgrywająca | Najlepsza środkowa rozgrywająca | Najlepsza obrotowa | Najlepsza prawa rozgrywająca | Najlepsza prawoskrzydłowa | Najlepsza broniąca | MVP               |
| ------------------- | ------------------------ | --------------------------- | ------------------------------- | ------------------ | ---------------------------- | ------------------------- | ------------------ | ----------------- |
| Sandra Toft         | Camilla Herrem           | Władlena Bobrownikowa       | Stine Oftedal                   | Ana Debelić        | Nora Mørk                    | Jovanka Radičević         | Line Haugsted      | Estelle Nze Minko |